# Hřib (Chalciporus)
Hřib (Chalciporus), neboli měďovník, je rod hub z čeledi hřibovitých a řádu hřibotvarých.
Společným znakem jsou drobné plodnice, dužnina neměnící barvu (na řezu nemodrá) a hladký třeň bez síťky.

## Zástupci
| obrázek                      | český název   | odborný název                | klobouk      | póry        | třeň        | výskyt | poznámka                   |
| ---------------------------- | ------------- | ---------------------------- | ------------ | ----------- | ----------- | ------ | -------------------------- |
|                              | hřib maličký  | Chalciporus hypochryseus     | hnědobéžový  | žluté       | hnědobéžový | Evropa | syn. hřib zlatavý          |
| Chalciporus pseudorubinus    | hřib malinový | Chalciporus pseudorubinus    | béžovorezavý | malinové    | žlutohnědý  | Evropa | v ČR zatím nenalezen       |
| Chalciporus piperatus        | hřib peprný   | Chalciporus piperatus        | hnědorezavý  | hnědorezavé | hnědorezavý | Evropa |                            |
| Chalciporus rubinus          | hřib rubínový | Chalciporus rubinus          | béžovorezavý | růžové      | růžový      | Evropa | syn. Rubinoboletus rubinus |
| Chalciporus pseudorubinellus |               | Chalciporus pseudorubinellus | plavý        | růžové      | plavý       | USA    |                            |